# Glaciar Bary
El Glaciar Bary es un glaciar de las Islas Georgias del Sur que son administradas por el Reino Unido y reclamadas por Argentina. Está ubicado entre el Glaciar Christophersen y el cabo Darnley.  El glaciar fue llamado así por el Comité Antártico de Topónimos del Reino Unido en 1982 en honor a Tomás de Bary, uno de los primeros directores de la Compañía Argentina de Pesca en 1904.